# Măceu, Hunedoara
Măceu este un sat în comuna Bretea Română din județul Hunedoara, Transilvania, România.

## Imagini

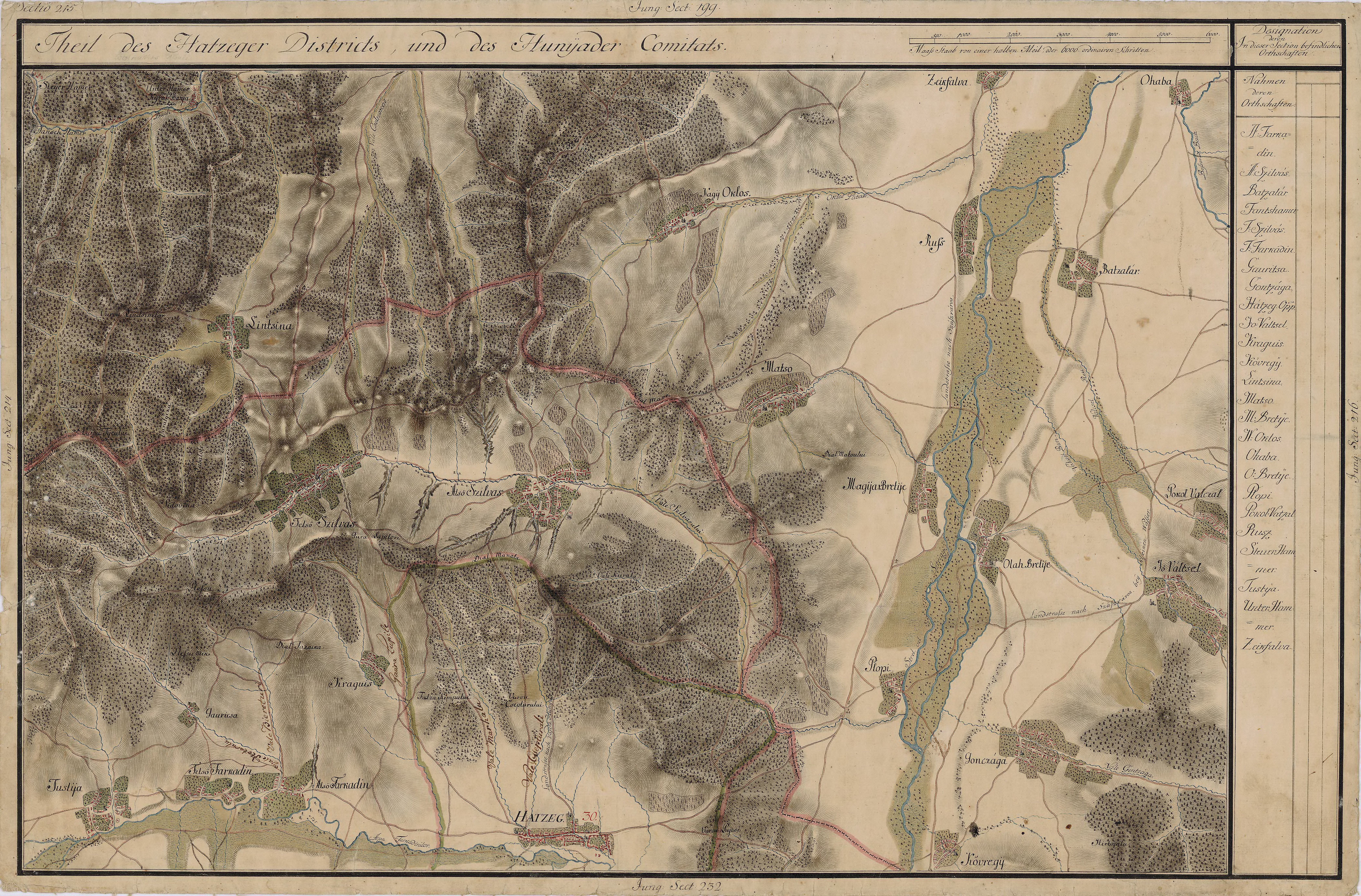
Măceu în Harta Iosefină a Transilvaniei, 1769-1773